# Blue Rondo à la Turk
Blue Rondo à la Turk   è un brano musicale composto da Dave Brubeck e inciso per la prima volta nel 1959 dal Dave Brubeck Quartet nell'album Time Out. Contrariamente a quanto molti ritengono, la composizione non è in nulla ispirata al movimento di Mozart Rondò alla turca della sua sonata per pianoforte n. 11, bensì dai temi dello zeybeği, della tradizione turca, come dimostrato del resto dal tempo di 9/8.
Ben presto divenne uno standard jazz. 
Il titolo di questo brano descrive il triplice incrocio da cui proviene:
- Il blu si riferisce allo stile jazz del brano, relativo alla "Blue note";
- Rondò significa che è costruito nella forma strofe-ritornello secondo la terminologia classica;
- à la Turk perché prende in prestito un ritmo di danza turco e greco, come i karsilamas

## Altre versioni
- Jean-Charles Capon, Richard Galliano e Gilles Perrin (1982)
- Jean-Félix Lalanne sull'album Jazzland (1992)
- Emerson, Lake & Palmer, Live at the Royal Albert Hall (Emerson, Lake & Palmer) (1993)
- Romane e Stochelo Rosenberg sull'album Double Jeu (2004)